# Spiricoelotes pseudozonatus
Spiricoelotes pseudozonatus is een spinnensoort in de taxonomische indeling van de nachtkaardespinnen (Amaurobiidae).
Het dier behoort tot het geslacht Spiricoelotes. De wetenschappelijke naam van de soort werd voor het eerst geldig gepubliceerd in 2003 door Jia-Fu Wang.